# Championnat d'Amérique du Sud de rugby à XV
Ne doit pas être confondu avec Americas Rugby Championship ou Tournoi des Trois Nations sud-américain.
Le Championnat d'Amérique du Sud de rugby à XV est une compétition continentale de rugby à XV qui oppose les meilleures équipes nationales des pays d'Amérique du Sud, elle est organisée par la Sudamérica Rugby.

## Historique
Le premier tournoi est organisé par l'Uruguay en 1951 et il est remporté par l'équipe argentine. C'est seulement en 2005 qu'est créé un deuxième échelon, la division B du tournoi remporté par le Brésil. L'Argentine a remporté toutes les éditions jusqu'en 2010 à l'exception de l'édition de 1981 qu'elle n'a pas disputé; l'Uruguay a gagné à cette occasion. Sept ou huit équipes disputent le tournoi. Le tournoi peut servir de phase préliminaire de qualification pour la Coupe du monde de rugby à XV.

## Palmarès

### Championnat d'Amérique du Sud
| Année | Vainqueur    | Vice-champion |
| ----- | ------------ | ------------- |
| 1951  | Argentine    | Uruguay       |
| 1958  | Argentine    | Chili         |
| 1961  | Argentine    | Chili         |
| 1964  | Argentine    | Brésil        |
| 1967  | Argentine    | Chili         |
| 1969  | Argentine    | Chili         |
| 1971  | Argentine    | Chili         |
| 1973  | Argentine    | Uruguay       |
| 1975  | Argentine    | Chili         |
| 1977  | Argentine    | Uruguay       |
| 1979  | Argentine    | Uruguay       |
| 1981  | Uruguay      | Chili         |
| 1983  | Argentine    | Uruguay       |
| 1985  | Argentine    | Uruguay       |
| 1987  | Argentine    | Uruguay       |
| 1989  | Argentine    | Uruguay       |
| 1991  | Argentine    | Uruguay       |
| 1993  | Argentine    | Uruguay       |
| 1995  | Argentine    | Uruguay       |
| 1997  | Argentine    | Uruguay       |
| 1998  | Argentine    | Uruguay       |
| 2000  | Argentine    | Uruguay       |
| 2001  | Argentine    | Uruguay       |
| 2002  | Argentine    | Uruguay       |
| 2003  | Argentine    | Uruguay       |
| 2004  | Argentine    | Uruguay       |
| 2005  | Argentine    | Uruguay       |
| 2006  | Argentine    | Uruguay       |
| 2007  | Argentine    | Uruguay       |
| 2008  | Argentine    | Uruguay       |
| 2009  | Argentine    | Uruguay       |
| 2010  | Argentine    | Uruguay       |
| 2011  | Argentine    | Chili         |
| 2012  | Argentine    | Uruguay       |
| 2013  | Argentine    | Uruguay       |
| 2014  | Uruguay      | Paraguay      |
| 2015  | Chili        | Uruguay       |
| 2016  | Uruguay      | Chili         |
| 2017  | Uruguay      | Chili         |
| 2018  | Brésil,      | Argentine XV  |
| 2019  | Argentine XV | Uruguay       |
| 2020  | Argentine XV | Chili         |

### Consur Cup
| Année | Vainqueur    | Vice-champion |
| ----- | ------------ | ------------- |
| 2014  | Argentine    | Uruguay       |
| 2015  | Argentine    | Uruguay       |
| 2016  | Argentine XV | Uruguay       |
| 2017  | Argentine XV | Uruguay       |

## Bilan du Championnat d'Amérique du Sud
| Pays      | Vainqueur | Vice-champion |
| --------- | --------- | ------------- |
| Argentine | 36        | 1             |
| Uruguay   | 4         | 28            |
| Chili     | 1         | 11            |
| Brésil    | 1         | 1             |
| Paraguay  | 0         | 1             |

## Division B
| Pays | Vainqueur | Vice-champion |
| ---- | --------- | ------------- |
| 2000 | Brésil    | Venezuela     |
| 2001 | Brésil    | Venezuela     |
| 2002 | Brésil    | Pérou         |
| 2003 | Venezuela | Brésil        |
| 2004 | Paraguay  | Brésil        |
| 2005 | Paraguay  | Brésil        |
| 2006 | Brésil    | Colombie      |
| 2007 | Brésil    | Pérou         |
| 2008 | Brésil    | Paraguay      |
| 2009 | Colombie  | Venezuela     |
| 2010 | Pérou     | Venezuela     |
| 2011 | Venezuela | Pérou         |
| 2012 | Paraguay  | Colombie      |
| 2013 | Paraguay  | Colombie      |
| 2014 | Colombie  | Venezuela     |
| 2015 | Colombie  | Pérou         |
| 2016 | Colombie  | Venezuela     |
| 2017 | Colombie  | Venezuela     |
| 2018 | Pérou     | Guatemala     |
| 2019 | -         | -             |
| 2020 | -         | -             |
| 2021 | -         | -             |

## Division C
| Pays | Vainqueur  | Vice-champion |
| ---- | ---------- | ------------- |
| 2012 | Costa Rica | Guatemala     |
| 2013 | Équateur   | Costa Rica    |
| 2014 | Salvador   | Guatemala     |
| 2015 | Guatemala  | Costa Rica    |
| 2016 | Guatemala  | Costa Rica    |
| 2017 | Costa Rica | Guatemala     |
| 2018 | Panama     | Salvador      |
| 2019 | -          | -             |
| 2020 | -          | -             |
| 2021 | -          | -             |